# اليدوية
اليدوية هي طريقة لتعليم الطلاب الصم باستخدام لغة الإشارة داخل الفصل الدراسي. نشأت اليدوية في أواخر القرن الثامن عشر مع ظهور المدارس العامة المجانية للصم في أوروبا. وصلت طرق التدريس هذه إلى الولايات المتحدة حيث أُنشِئت أول مدرسة للصم في عام 1817. تُستخدم طرق التدريس اليدوية اليوم مع الطرق الشفوية في غالبية مدارس الصم الأمريكية. 

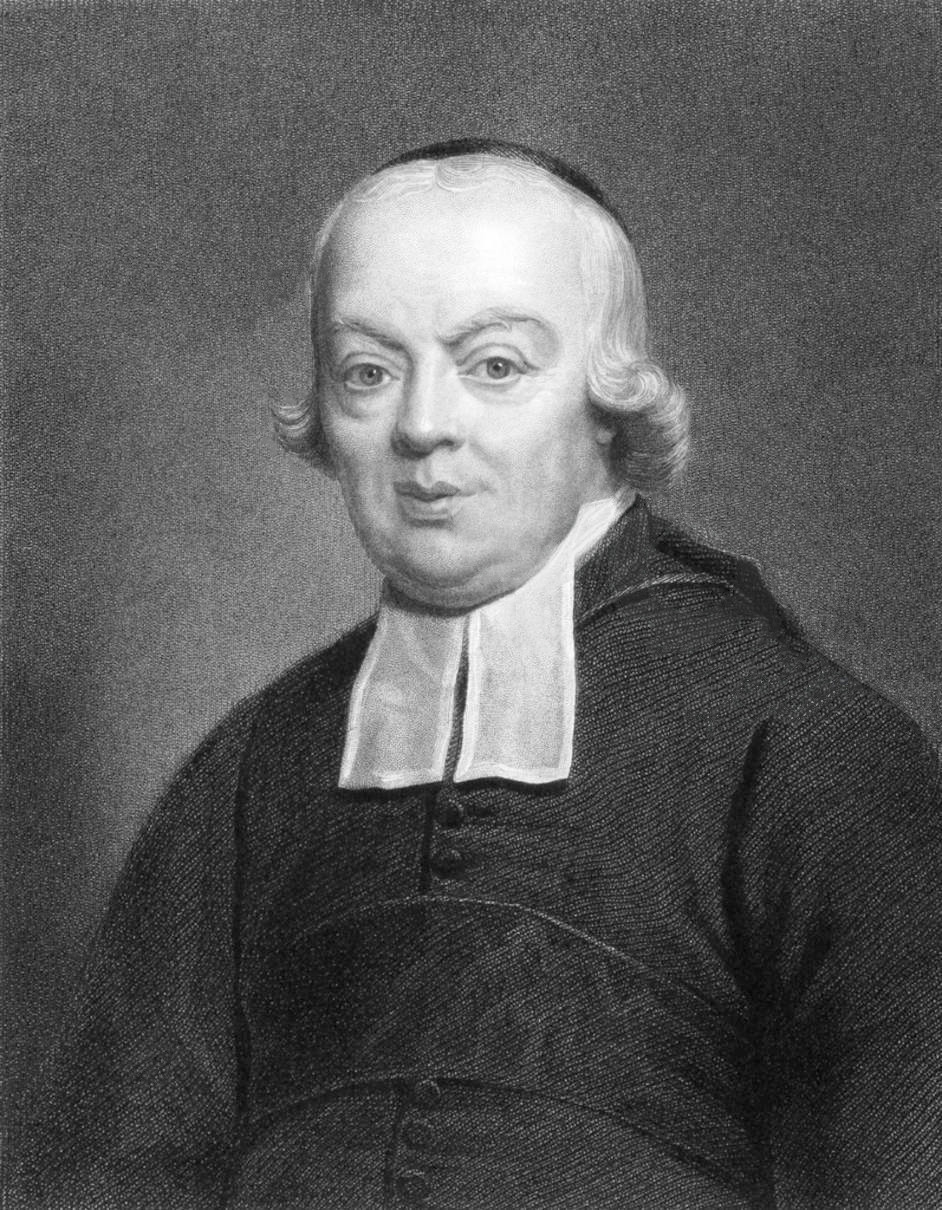
آبيه دي ليبيه ، مُنشئ أولى المدارس اليدوية

## البدايات
المدارس اليدوية الأولى كانت في باريس، فرنسا حيث التقى أبيه ديليبيه القس الكاثوليكي فتاتين مراهقتين صماوتين أثناء زيارته لعائلة في الجزء الفقير من المدينة. قرر أن يأخذه على عاتقه تعليمهم. اخترع تقنية تسمى «التأشير المنهجي» من الإشارات التي كانت تستخدمها الفتيات بالفعل، مع مزيج من الأساليب التي تأثرت بكتابات يوهان كونراد أمان وخوان بابلو بونيه. ابتكر الأبجدية اليدوية بيد واحدة ليتمكن من القيام بهجاء الأصابع للكلمات الفرنسية. 
افتتح ليبيه مدرسة وطنية مجانية للصم في منزله، في 14 شارع مولان (يسمى الآن شارع تيريز). بعد وفاته في عام 1789، تولى آبي روش أمبرواز كوكورون سيكارد رئاسة المدرسة؛ تم تغيير اسمها للمعهد الوطني لصغار الصم في باريس. تلقت المدرسة دعما ماليا من أفراد ومنحا من الملك لويس السادس عشر. 

### بدايات تعليم الصم في أمريكا
عاد لوران كليرك، وهو خريج المدرسة وتلميذ لآبيه وسيكار، إلى المدرسة كمعلم. كان يُعلم هناك في عام 1816 عندما زارهم توماس هوبكنز غالوديت حيث قابل أليس كوجزويل، البالغة من العمر حينذاك 9 سنوات، والتي لم تكن تعرف أي شكل من أشكال نظم التواصل. تعلم غالوديت نظريات سيكارد وبدأ في تدريس أليس. سافر بعدها إلى أوروبا في مايو 1815 وحضر المظاهرات في فرنسا بقيادة سيكارد وكليرك وماسيو. عاد في مارس 1816 وأقنع كليرك بالعودة معه إلى الولايات المتحدة. 
في الولايات المتحدة، بحثوا عن الأموال والدعم الشعبي. أنشآ معًا أول مدرسة للصم في الولايات المتحدة في 15 أبريل 1817 في هارتفورد، كونيتيكت . سميت بملجأ كونيتيكت لتعليم وتدريب الصم والبكم. درّست المدرسة بلغة الإشارة الفرنسية ونسخة من إشارات دي لابيه المنهجية التي درّسها كليرك وتوماس هوبكنز غالوديت. كان لدى الطلاب الذين يدرسون في المدرسة بعض المعرفة بلغة إشارة محلية مستخدمة في مارثا فينيارد، ماساتشوستس. من مزيج من لغة إشارة مارثا فينيارد ولغة الإشارة الفرنسية، انبثقت لغة الإشارة الأمريكية . 

## التراجع
ظل التعليم اليدوي الوسيلة الأساسية لتعليم الصم حتى الستينيات من القرن التاسع عشر. بدأ الناس بعد ذلك في التوجه إلى طرق شفهية في التعليم، مثل: قراءة الشفاه والتدريب على الكلام. في عام 1867، افتُتحت أول مدرسة شفهية خاصة في مدينة نيويورك. انطلقت الحركة الشفوية انطلاقا كاملا في مؤتمر ميلانو عام 1880 الذي أعلن فيه ألكساندر جراهام بيل أن الأساليب الشفوية تتفوق على الطرق اليدوية. بعد المؤتمر، تحولت المدارس في جميع أنحاء أوروبا والولايات المتحدة إلى استخدام الكلام وقراءة الشفاه، ومنعت استخدام لغة الإشارة في الفصل الدراسي. دخل مجتمع الصم ما يسميه البعض «العصور المظلمة». 

## إحياء

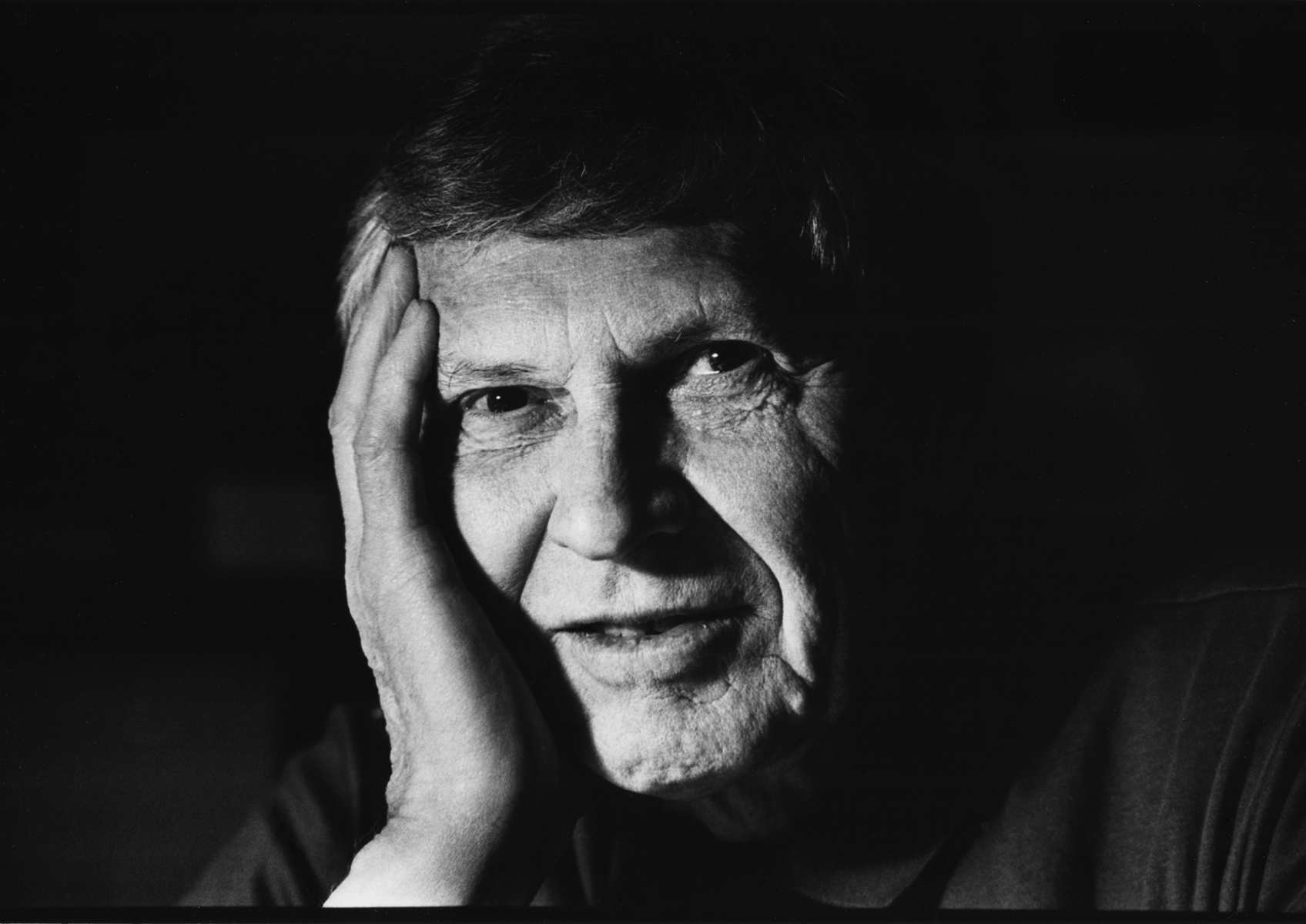
وليام ستوكي

أثناء عمله في جامعة غالوديت في الستينيات من القرن الماضي، شعر ويليام ستوكي أن لغة الإشارة الأمريكية كانت لغة في حد ذاتها، ولديها قواعد نحوية مستقلة. صنف ستوكي اللغة إلى خمسة أجزاء شملت: الأشكال اليدوية، والتوجه، والموقع، والحركة، وتعبير الوجه حيث يتم توضيح الكثير من معاني الإشارة بالإضافة إلى قواعد الجملة المعبر عنها.رُوِّج لبعض لغات الإشارة، مثل لغة الإشارة الأمريكية، باعتبارها الطريقة التقليدية للاتصال للصم. يُجمع بين اليدوية والمشافهة باعتبارها التقنية المعاصرة لتعليم الطلاب الصم. 